# Apoprogones
Apoprogoninae es un subfamilia monotípica de polillas de la familia Sematuridae. Su único género, Apoprogones, conteniene una sola especie, Apoprogones hesperistis, fueron descritos por George Hampson en 1903. Es conocido de Suazilandia y Sudáfrica.

## Taxonomía y sistemática
Apoprogones hesperistis es presumiblemente el taxón hermano de algunos o todos los Sematuridae suramericanos. Sin embargo, las colecciones frescas son probablemente necesarias para utilizar el  secuenciamiento de ADN como una aproximación a esta cuestión. La polilla tiene una envergadura de unos 4 cm y anteriormente fue colocada en la familia Castniidae (Shields y Dvorak, 1979) pero fue reconocido por Anthonie Johannes Theodorus Janse (Janse, 1932) como perteneciendo a la familia Sematuridae.

## Morfología e identificación
A. hesperistis tiene unas antenas fuertemente ensanchadas en la porción distal (con forma de mazas), similares a las antenas de las mariposas, dándole una apariencia de Hesperiidae(Shields y Dvorak, 1979), por ello el nombre de la especie. El segundo par de alas no presenta colas, diferente de la mayoría de Sematurinae, los cuales tienen las venas "M2" y "M3" en el segundo par de las sosteniendo colas (Minet y Scoble, 1999). La polilla macho adulta tiene un par de corematas en la base del abdomen. En la cabeza (en contraste a Sematurinae) los ocelos están ausentes y los ojos compuestos no presentan pelos; la venacion  alar difiere entre subfamilias y la vena "M1"  del primer par de alas está libre y opuesta a compartir un "raiz" con la vena "R1" en Sematurinae (Minet y Scoble, 1999). Estos y otras diferencias estructurales han sido suficientes para que algunos autores consideren a los grupos africanos y americanos distintos en nivel subfamiliar.

## Conservación
Apoprogoninae es una entidad evolutivamente distintiva a un nivel taxonómico más alto, el cual está geográficamente restringido y aparentemente no visto desde su descripción en los 1900s tempranos, y por tanto merece atención de programas de conservación dedicada y nuevas búsquedas.